# 버질 판 데이크
버질 판 데이크(네덜란드어: Virgil van Dijk, 네덜란드어 발음: [ˈvɪrdʑɪl vɑn ˈdɛik], 1991년 7월 8일~)는 네덜란드의 축구 선수로 포지션은 센터백이다. 현재 리버풀 FC와 네덜란드 축구 국가대표팀에서 뛰고 있으며 리버풀과 대표팀의 주장을 맡고 있다.
네덜란드인 아버지와 수리남인 어머니 사이에서 태어난 판 데이크는 2011년 흐로닝언에서 프로 축구 선수 경력을 시작한 후 2013년 셀틱으로 이적해 셀틱에서 스코티시 프리미어십 2회 우승, 스코티시 리그컵 1회 우승과 PFA 스코틀랜드 올해의 팀 2관왕을 달성했다. 2015년 1,500만 유로로 사우샘프턴 FC로 이적한 후 2018년 1월, 당시 역대 최고 수비수 이적료인 7,500만 파운드(약 8,500만 유로)로 사우샘프턴에서 리버풀로 이적했다. 리버풀로 이적한 2017-18시즌 2017-18 UEFA 챔피언스리그 결승전에 진출해 준우승을 차지했고 2018-19 UEFA 챔피언스리그에서 다시 결승전에 진출해 우승을 달성했다. 이후 2019-20 시즌에 리버풀의 30년만의 리그 우승을 이끌었고 2019년 FIFA 클럽 월드컵, 2019년 UEFA 슈퍼컵 우승을 달성했으며 2024-25 시즌에 리버풀 소속으로 두 번째 프리미어리그 우승을 달성했다.
판 데이크는 2018-19 시즌 PFA 올해의 선수와 프리미어리그 시즌의 선수에 선정되었고 2019년 UEFA 올해의 선수에 선정된 첫 수비수, 발롱도르와 2019년 남성 베스트 플레이어 부문에서 모두 2등을 획득했다. 그는 2019, 2020, 2022년, 2024년 국제 축구 선수 협회가 선정한 남자 축구 선수 베스트 11에 포함되었다.
판 데이크는 네덜란드 U-19 축구 국가대표팀과 U-21 축구 국가대표팀을 거친 후 2015년 네덜란드 축구 국가대표팀에 데뷔했다. 그는 2018년 3월 22일, 네덜란드 대표팀의 감독 로날트 쿠만에 의해 대표팀의 주장으로 임명되었고 2019년 UEFA 네이션스리그 결선 토너먼트에 출전해 대회에서 준우승을 달성했다. 그는 2022년 FIFA 월드컵과 UEFA 유로 2024에도 주장의 자격으로 출전했다.

## 어린 시절
버질 판 데이크는 1991년 7월 8일 네덜란드의 브레다에서 네덜란드인 아버지 론 판 데이크(네덜란드어: Ron van Dijk)와 할아버지가 중국인인 아프리카계 수리남인 어머니 헬런 힌 포 시우(네덜란드어: Hellen Chin Fo Sieeuw) 사이에서 태어났다. 그는 브레다의 케스테런(네덜란드어: Kesteren)에서 어린 시절을 보냈으며 2살 어린 남동생, 10살 어린 여동생이 있다. 버질이 11살이 되었을 때 부모님이 별거하게 되면서 그는 아버지와 함께 생활하게 되었다. 그는 이후 어머니 헬런과 그의 동생들과 함께 살기로 결정했고 론은 버질을 포함한 가족들과 연락을 끊어버렸다.
어렸을 때부터 축구 선수가 되는 것을 꿈꿨던 버질은 길거리, 콘크리트로 만든 경기장, 그리고 토요일 아침에 있는 경기들 등 장소를 가리지 않고 축구를 했다. 그는 1997년 WDS'19 유소년팀에 입단하며 축구 선수 경력을 시작했고 8살에 빌럼 II 틸뷔르흐 유소년팀에 입단했다. 15살 무렵 그는 빌럼 II 틸뷔르흐와 프로 계약을 맺지 않은 상황이었기 때문에 돈을 벌기 위해 빌럼 II 틸뷔르흐 유소년팀에서 뛰면서 브레다의 한 음식점에서 설거지 아르바이트를 병행했다.
버질은 처음에 라이트백으로 뛰었으나 라이트백에 적합하지 않다는 평가를 받은 후 2008년 17살이 되었을 때 키가 약 18cm 증가하면서 센터백으로 포지션을 변경했다. 신체 성장과 포지션 전환에도 불구하고 빌럼 II 2군의 감독 에드빈 헤르만스는 그가 1군에서 활동하기에는 제약점이 너무 많다고 판단했다. 빌럼 II 1군의 감독 폰스 흐루넨데이크(네덜란드어: Fons Groenendijk) 또한 버질을 1군에 기용하는 것에 회의적이었고 구단은 그에게 프로 계약을 제시하지 않았다. 버질은 빌럼 II를 떠났고 FC 흐로닝언에서 일하면서 그를 주시하고 있었던 마르틴 쿠만의 도움으로 2010년 19살의 나이에 자유계약으로 흐로닝언에 합류했다.

## 구단 경력

### 흐로닝언
2011년 5월 1일 ADO 덴하흐와의 경기에서 후반 72분 페테르 안데르손과 교체 출전해 호르닝언 1군 경기에 첫 출전한다. 호르닝언은 ADO 덴하흐를 상대로 4-2 승리를 거둔다. 2011-12 네덜란드 1부 리그 에레디비시에서 23경기 출전했고, 2011년 10월 30일 페예노르트와의 경기에서 후반 89분 첫 골을 기록했다. 이 경기에서 당시 호르닝언 소속인 석현준도 후반 90분 쐐기골을 넣었다. 호르닝언은 페예노르트 상대로 6-0 대승을 거뒀다. 이후 꾸준히 출전해 총 62경기 7골을 기록했다.

### 셀틱

#### 2013-14 시즌
2013년 6월 21일, 약 260만 파운드의 이적료로 스코틀랜드의 셀틱 FC로 이적했다. 8월 17일 피토드리 스타디움에서 열린 애버딘과의 스코티시 프리미어십 원정 경기에서 후반 77분 에페 암브로스와 교체 출전해 데뷔했다. 셀틱은 애버딘을 상대로 2-0 승리를 거뒀다. 7일 뒤인, 8월 24일 인버네스 캘리도니언 시슬과의 홈 경기에서 첫 선발 출전했고, 76분 미카엘 루스티와 교체되어 그라운드를 빠져나왔다. 샐틱은 인버네스 캘리도니언 시슬을 상대로 2-2 무승부를 거뒀다. 11월 9일, 로스 카운티와의 원정 경기에서 선발 출전해 후반 41분, 53분 멀티골을 기록해 셀틱 소속으로 첫 골을 넣었고, 셀틱은 4-1 승리를 거뒀다. 12월 26일에는 세인트 존스톤 FC와의 원정 경기에서 경기가 시작한지 5분만에 골을 넣어 셀틱이 1-0으로 승리하는데 기여했다.
줄곧 좋은 경기력을 보인 판 데이크는 2013-14 PFA 스코틀랜드 올해의 팀(PFA Scotland Team of the Year)에 이름을 올렸다.

#### 2014-15 시즌

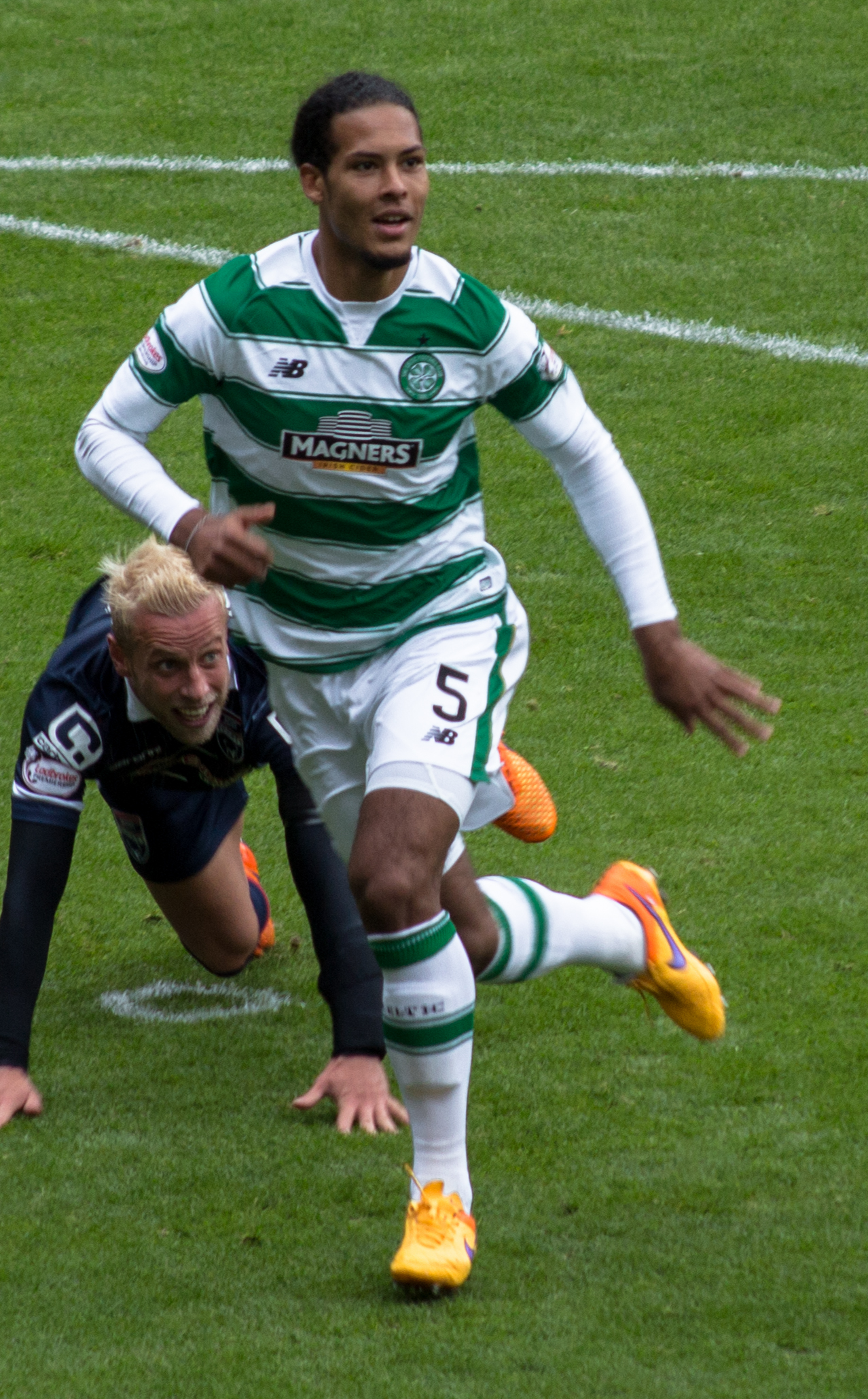
2015년 셀틱의 판 데이크

2014년 7월 22일, UEFA 챔피언스리그 예선 2라운드 KR 레이캬비크와의 홈경기에서 판 데이크와 테무 푸키가 각각 2골씩 기록해 4-0으로 대승을 거둬, 셀틱은 합산 스코어 5-0으로 다음 라운드에 진출했다. 14-15 시즌 판 데이크의 첫 골은 11월 9일에 열린 애버딘과의 원정 경기에서 나왔다. 스테판 요한센이 전반 38분, 판 데이크가 후반 90분에 골을 넣어 애버딘을 상대로 2-1 승리를 거뒀다. 3주 뒤인, 2014-15 스코티시컵 4라운드 하트 오브 미들로디언과의 원정 경기에서 전반 29분, 후반 61분에 멀티골을 넣어 4-0으로 승리하는데 기여했다. 나흘 뒤, 파틱 시슬과의 홈경기에서 후반 60분 골을 기록하면서 이번 시즌 6호골을 기록했다.
2015년 1월 21일, 머더웰과의 홈경기에서 선발 출전해 전반 26분 선제골을 넣어 4-0 승리에 기여했고, 판 데이크는 시즌 7호골을 기록했다. 2월 26일, UEFA 유로파리그 32강 인터 밀란과의 2차전에서 선발 출전했지만, 전반 36분만에 경고 누적으로 퇴장받았다. 하지만, 셀틱은 잘 버텨냈지만 경기 끝나기 2분 전인 후반 88분에 프레디 과린에게 골을 먹혀 1차전 3-3, 2차전 1-0, 합산 스코어 4-3으로 8강 진출이 좌절되었다. 3월 8일, 2014-15 스코티시컵 8강전 던디 유나이티드와의 경기에서 전반 11분 폴 페이튼과의 충돌로 두 선수가 함께 퇴장당했다. 3월 18일, 스코티시컵 8강전 재경기에 선발 출전해 후반 91분에 쐐기골을 넣어 4-0 승리에 기여했다. 셀틱은 이 경기를 이김으로써 4강에 올라간다.
4월 19일, 햄던 파크에서 열린 스코티시컵 4강전 인버네스 캘리도니언 시슬과의 경기에서 전반 18분 판 데이크는 직접 프리킥으로 선제골을 넣었지만, 후반 58분 페널티킥으로 선제골을 먹혀 1-1로 전후반전이 끝나 연장전에 돌입했다. 연장전에서 96분 골을 먹혔지만, 103분에 욘 구이데티가 만회골을 넣었다. 하지만, 117분 다시 골을 먹혀 3-2로 경기는 끝나 셀틱은 트레블 도전은 결국 실패했다. 3일 뒤, 던디 유나이티드와의 원정 경기에서 후반 63분 직접 프리킥을 차 골을 넣어 2-1 승리에 기여했다.

### 사우샘프턴
2015년 9월 1일, 당시 사우샘프턴 감독 로날트 쿠만의 부름을 받아 프리미어리그의 사우샘프턴 FC과 약 1300만 파운드의 이적료와 함께 5년 계약을 맺었다.

#### 2015-16 시즌
2015년 9월 12일 웨스트브로미치 앨비언과의 원정 경기에서 사우샘프턴 소속으로 첫 출전을 했고, 0-0 무승부를 거뒀다. 2주 뒤, 자신의 3번 째 프리미어리그 출전 경기인 스완지 시티와의 홈경기에서 선발 출전해 전반 11분 헤더로 첫 골을 넣었고, 사우샘프턴은 스완지를 3-1로 격파했다.
2016년 5월 7일, 판 데이크는 사우샘프턴과 6년 재계약을 맺었다.

#### 2016-17 시즌
2017년 1월 22일, 사우샘프턴의 주장으로 임명되었다. 같은 날, 레스터 전에서 후반전 제이미 바디와 충돌해 발목 부상을 당해 시즌 아웃됐다.
2016-17 시즌을 성공적으로 보낸 후, 판 데이크는 리버풀 감독인 위르겐 클로프의 관심을 끌게 되었고, 판 데이크 역시 리버풀 이적을 호의적으로 생각해 이적이 성사될 것처럼 보였다. 하지만, 사우샘프턴 측은 공식 협상없이 리버풀이 불법적으로 접근했다면서 제소까지 하려고 하자 리버풀은 공개 사과를 하며 영입포기 의사를 밝혔다.

#### 2017-18 시즌
2017년 9월 26일, 크리스털 팰리스과의 원정 경기에서 후반 87분 교체 출전했고, 1-0의 점수로 승리를 거뒀다. 2017년 12월 3일 레스터 전에서 선발 출전했지만, 태업이 의심될 정도의 경기력을 보여줬고, 사우샘프턴은 1-4로 대패했다.

### 리버풀
2017년 12월 27일, 리버풀은 구단 홈페이지를 통해 판 데이크의 영입 사실과 2018년 1월 1일부터 리버풀에 공식적으로 합류함을 알렸다. 이적료는 약 7500만 파운드로 수비수 사상 최고액 선수다.

#### 2017-18 시즌
1월 5일 FA컵 3라운드 지역 라이벌 에버턴 전 선발 명단에 이름을 올려 데뷔전을 치렀다. 1-1로 팽팽히 맞서던 84분 헤딩으로 데뷔골이자 결승골을 넣으면서 팀의 다음 라운드 진출을 이끌었다. 판 데이크가 데뷔골을 넣음으로써 1901년에 빌 화이트(Bill White) 이후, 머지사이드 더비에서 데뷔골을 넣은 선수가 되었다.
2018년 5월 26일 2018 UEFA 챔피언스리그 결승전 레알 마드리드와의 경기에서 선발 출전해 좋은 수비력을 보여줬지만, 골키퍼 로리스 카리우스의 어이없는 실책 2차례로 리버풀은 1-3으로 패배해 준우승에 그치게 되었다.

#### 2018-19 시즌
2018년 8월 20일, 크리스털 팰리스와의 원정 경기에서 센터백 조 고메스와 함께 호흡을 맞추며 2-0 승리를 이끌며 BBC 스포츠 스카이 스포츠 선정 MOM이 되었다. 얼마 후, 팬들이 선정한 리버풀 8월의 선수상을 받았다. 12월 2일, 라이벌 에버턴과의 경기에서 96분 판 데이크의 발리 슛팅이 골대를 맞고 나온 것을 디보크 오리기가 밀어 넣어 득점해 어시스트를 기록했고, 결국 1-0 승리를 거뒀다. 2018년 PFA 11월의 선수에 등극했다.
2019년 2월 27일, 왓퍼드와의 홈경기에서 헤더로만 멀티골을 넣어 5-0 대승에 기여했다. 다음 달, 챔피언스리그 16강 2차전 바이에른 뮌헨과의 경기에서 1골 1도움을 기록해 리버풀이 3-1로 승리하는데 기여했다. 리버풀은 합산 스코어 3-1(1차전 0-0)로 8강에 진출했다. 4월 20일, PFA 올해의 선수 후보 6명 중 한 명으로 선정됐으며, 리버풀 소속 사디오 마네도 후보 명단에 올랐다. 사흘 뒤, 리버풀 소속인 트렌트 알렉산더아널드, 사디오 마네, 앤드루 로버트슨과 함께 PFA 올해의 팀에 선정되었다.
2019년 4월 28일, 이번 시즌 세계 최고의 수비수로 극찬받았던 판 데이크가 PFA 올해의 선수상을 수상했다. 6월 1일, 2019 UEFA 챔피언스리그 결승전에 선발 출전해 손흥민의 빠른 드리블을 차단하는 등 좋은 활약을 펼쳐 리버풀의 2-0 승리에 기여했고, 리버풀은 2018-19 시즌 UEFA 챔피언스리그에서 우승을 차지하였다. UEFA는 챔스 결승전 MOM을 판 데이크로 선정했다.

#### 2019-20 시즌
판 데이크는 2019년 8월 30일(한국시간) 새벽 모나코 그리말디 포럼에서 열린 2019-20 유럽축구연맹(UEFA) 챔피언스리그(UCL) 본선 조별리그 조추첨 겸한 시상식에 2018-19 시즌 UEFA 올해의 선수와 올해의 수비수를 수상하며 수비수 최초로 2관왕을 차지했다. 그리고 2019년 9월 24일, 2019 월드베스트 11 수비수 부문에 선정되었다.
UEFA 챔피언스리그 우승 자격으로 참가한 2019년 UEFA 슈퍼컵과 FIFA 클럽 월드컵에서도 연달아 우승을 차지하였으며, 이후 2019-20 시즌 프리미어리그 우승까지 이뤄내었다.

#### 2021-22 시즌
2021-22 시즌에는 잉글랜드 자국 컵 대회인 풋볼 리그 컵과 FA 컵 우승을 차례로 달성하였고, 이후 2022년 FA 커뮤니티 실드 우승까지 차지하면서 리버풀에서 좋은 활약을 보이고 있다.

#### 2023-24 시즌
2023년 8월 1일, 판 데이크는 리버풀을 떠난 주장 조던 헨더슨의 뒤를 이어 리버풀의 새로운 주장으로 선임되었다.

## 국가대표 경력
2015년 10월 10일 UEFA 유로 2016 예선전 카자흐스탄과의 홈경기에 처음으로 네덜란드 국가대표 선수로 데뷔해 2-1 승리에 기여했다.
2018년 3월 22일 네덜란드의 감독 로날트 쿠만에 의해 네덜란드 대표팀의 새 주장이 되었고, 다음 날 잉글랜드와의 친선경기에서 주장으로서 첫 경기로 선발 출전했지만 0-1로 패배했다. 3월 26일, 스위스 스타드 드 주네브에서 열린 포르투갈과의 경기에서 발리 슛으로 국제전 첫 골을 넣어 3-0 승리에 기여했다. 10월 13일, 2018-19년 UEFA 네이션스리그 A 독일과의 경기에서 전반 30분에 헤더로 선제골을 넣어 3-0 승리에 기여했다.

## 개인사
판 데이크는 유니폼에 주로 성을 표기하는 다른 선수들과는 달리 프로 경력에 데뷔한 이후 성 '판 데이크(네덜란드어: van Dijk)'가 아닌 이름 '버질(네덜란드어: Virgil)'을 유니폼에 사용하고 있다. 그의 외삼촌 스테번 힌 포 시우(네덜란드어: Steven Chin Fo Sieeuw)는 이러한 이유가 판 데이크가 12살이었을 당시에 가족들을 완전히 떠난 아버지 론을 판 데이크가 용서하지 않았기 때문이라고 밝혔다. 판 데이크는 자신이 유니폼에 성 대신 이름을 사용하는 것에 관해 사적인 문제여서 자세한 것은 밝힐 수 없지만 아버지는 자신의 삶에 더 이상 존재하지 않는다라고 인터뷰했으며 아버지의 부재 이후 가정에 헌신한 어머니가 50세가 되었을 때 생일 선물로 브레다에 새로운 집을 구매해 주었다.
판 데이크는 20살 때 리커 노이트헤다흐트(네덜란드어: Rike Nooitgedagt)를 만나 2017년 여름에 그녀와 결혼했다. 첫 아이가 2014년에 태어났고 현재 둘 사이에 4명의 아이들이 있다.
판 데이크의 어머니가 중국계 혈통을 가진 수리남인이어서 판 데이크는 수리남계 외에 중국계 혈통도 가지고 있다. 어머니가 가지고 있는 중국어식 성 '힌 포 시우(네덜란드어: Chin Fo Sieeuw)'는 1920년대에 중화민국 광둥성에서 네덜란드령 기아나로 이주한 판 데이크의 외증조부의 이름 '천훠슈(중국어 간체자: 陈火秀, 정체자: 陳火秀, 병음: Chén Huǒxiù, 한자음: 진화수)'에서 유래했다.

## 통산 기록

### 클럽
| 클럽          | 시즌      | 리그                | 리그 | 리그 | 내셔널컵 | 내셔널컵 | 리그컵 | 리그컵 | 유럽대항전 | 유럽대항전 | 합계 | 합계 |
| 클럽          | 시즌      | 리그                | 출전 | 득점 | 출전     | 득점     | 출전   | 득점   | 출전       | 득점       | 출전 | 득점 |
| ------------- | --------- | ------------------- | ---- | ---- | -------- | -------- | ------ | ------ | ---------- | ---------- | ---- | ---- |
| FC 흐로닝언   | 2010–11   | 에레디비시          | 5    | 2    | 0        | 0        | —      | —      | —          | —          | 5    | 2    |
| FC 흐로닝언   | 2011–12   | 에레디비시          | 23   | 3    | 1        | 0        | —      | —      | —          | —          | 24   | 3    |
| FC 흐로닝언   | 2012–13   | 에레디비시          | 34   | 2    | 3        | 0        | —      | —      | —          | —          | 37   | 2    |
| 셀틱 FC       | 2013–14   | 스코티시 프리미어십 | 36   | 5    | 2        | 0        | 1      | 0      | 8          | 0          | 47   | 5    |
| 셀틱 FC       | 2014–15   | 스코티시 프리미어십 | 35   | 4    | 5        | 4        | 4      | 0      | 14         | 2          | 58   | 10   |
| 셀틱 FC       | 2015–16   | 스코티시 프리미어십 | 5    | 0    | —        | —        | —      | —      | 5          | 0          | 10   | 0    |
| 사우샘프턴 FC | 2015–16   | 프리미어리그        | 34   | 3    | 1        | 0        | 3      | 0      | —          | —          | 38   | 3    |
| 사우샘프턴 FC | 2016–17   | 프리미어리그        | 21   | 1    | 1        | 1        | 2      | 0      | 6          | 2          | 30   | 4    |
| 사우샘프턴 FC | 2017–18   | 프리미어리그        | 12   | 0    | —        | —        | 0      | 0      | —          | —          | 12   | 0    |
| 리버풀 FC     | 2017–18   | 프리미어리그        | 14   | 0    | 2        | 1        | —      | —      | 6          | 0          | 22   | 1    |
| 리버풀 FC     | 2018–19   | 프리미어리그        | 38   | 4    | 0        | 0        | 0      | 0      | 12         | 2          | 50   | 6    |
| 리버풀 FC     | 2019-20   | 프리미어리그        | 38   | 5    | 1        | 0        | 0      | 0      | 8          | 0          | 50   | 5    |
| 리버풀 FC     | 2020-21   | 프리미어리그        | 5    | 1    | 0        | 0        | 2      | 0      | 0          | 0          | 8    | 1    |
| 리버풀 FC     | 2021-22   | 프리미어리그        | 34   | 3    | 5        | 0        | 3      | 0      | 9          | 0          | 51   | 3    |
| 리버풀 FC     | 2022-23   | 프리미어리그        | 32   | 3    | 0        | 0        | 0      | 0      | 8          | 0          | 41   | 3    |
| 리버풀 FC     | 2023-24   | 프리미어리그        | 36   | 2    | 3        | 1        | 0      | 0      | 5          | 0          | 48   | 4    |
| 리버풀 FC     | 2024-25   | 프리미어리그        | 37   | 3    | —        | —        | 3      | 1      | 9          | 1          | 49   | 5    |
| 경력 합계     | 경력 합계 | 경력 합계           | 439  | 41   | 24       | 7        | 22     | 2      | 90         | 7          | 580  | 57   |

### 국가대표
| 국가대표팀 | 연도 | 출전 | 득점 |
| ---------- | ---- | ---- | ---- |
| 네덜란드   | 2015 | 3    | 0    |
| 네덜란드   | 2016 | 9    | 0    |
| 네덜란드   | 2017 | 4    | 0    |
| 네덜란드   | 2018 | 8    | 3    |
| 네덜란드   | 2019 | 9    | 1    |
| 네덜란드   | 2020 | 5    | 0    |
| 네덜란드   | 2021 | 6    | 1    |
| 네덜란드   | 2022 | 10   | 1    |
| 네덜란드   | 2023 | 10   | 1    |
| 네덜란드   | 2024 | 14   | 2    |
| 네덜란드   | 2025 | 4    | 1    |
| 합계       | 합계 | 82   | 10   |

### 국가대표 득점 기록
| #  | 일시             | 장소                                     | 상대 국가  | 득점 | 결과 | 매치 형식                     |
| -- | ---------------- | ---------------------------------------- | ---------- | ---- | ---- | ----------------------------- |
| 1  | 2018년 3월 26일  | 스위스 제네바 스타드 드 주네브           | 포르투갈   | 3–0  | 3–0  | 친선 경기                     |
| 2  | 2018년 10월 13일 | 네덜란드 암스테르담 요한 크라위프 아레나 | 독일       | 1–0  | 3–0  | 2018-19년 UEFA 네이션스리그 A |
| 3  | 2018년 11월 19일 | 독일 겔젠키르헨 펠틴스 아레나            | 독일       | 2–2  | 2–2  | 2018-19년 UEFA 네이션스리그 A |
| 4  | 2019년 3월 21일  | 네덜란드 로테르담 스타디온 페예노르트    | 벨라루스   | 4–0  | 4–0  | UEFA 유로 2020 예선           |
| 5  | 2021. 10. 11     | 드 카위프, 로테르담, 네덜란드            | 지브롤터   | 1–0  | 6-0  | 2022 FIFA 월드컵 예선         |
| 6  | 2022. 9. 25      | 네덜란드 암스테르담 요한 크라위프 아레나 | 벨기에     | 1–0  | 1-0  | UEFA 네이션스리그             |
| 7  | 2023. 10. 16     | 아기아 소피아 스타디움, 아테네, 그리스   | 그리스     | 1–0  | 1-0  | UEFA 유로 2024 예선           |
| 8  | 2024. 6. 6       | 드 카위프, 로테르담, 네덜란드            | 캐나다     | 4–0  | 4–0  | 친선 경기                     |
| 9  | 2024. 6. 10      | 드 카위프, 로테르담, 네덜란드            | 아이슬란드 | 2–0  | 4–0  | 친선 경기                     |
| 10 | 2025. 6. 10      | 유로보르그, 흐로닝언, 네덜란드           | 몰타       | 3-0  | 8-0  | 2026 FIFA 월드컵 예선         |

## 수상 내역

#### 셀틱
- 스코티시 프리미어십 : 2013-14, 2014-15[71]
- 스코티시 리그컵 : 2014-15

#### 리버풀
- 프리미어리그 : 2019-20, 2024-25
- FA컵 : 2021-22
- EFL컵 : 2021-22, 2023-24
- FA 커뮤니티 쉴드 : 2022
- UEFA 챔피언스리그 : 2018-19
- UEFA 슈퍼컵 : 2019
- FIFA 클럽 월드컵 : 2019

### 개인
- UEFA 올해의 선수 : 2018-19
- UEFA 올해의 팀 : 2018, 2019, 2020
- PFA 올해의 선수 : 2018-19
- PFA 올해의 팀 : 2018-19, 2019-20, 2021-22, 2023-24
- 프리미어리그 올해의 선수 : 2018-19
- 프리미어리그 이 달의 선수 : 18년 12월
- UEFA 챔피언스리그 시즌의 스쿼드 : 2017-18, 2018-19, 2019-20, 2021-22
- UEFA 챔피언스리그 최우수 수비수 : 2018-19
- UEFA 네이션스리그 파이널 베스트 : 2019
- PFA 스코틀랜드 올해의 팀: 2013-14, 2014-15
- FIFPro 월드 11 : 2019, 2020, 2022, 2024
- ESM 올해의 팀 : 2018-19, 2019-20, 2021-22, 2023-24
- EFL컵 결승 MOM : 2022, 2024

### 내용주
1. ↑  대한민국에서는 성 'van Dijk'를 로마자 그대로 읽은 버질 반 다이크로도 알려져 있다.

### 참고주
1. ↑  네덜란드 왕립 축구 협회 (2021년 10월 12일). “Highlights Nederland - Gibraltar (11/10/2021) WK-kwalificatie”. 《유튜브》 (네덜란드어). 2023년 8월 1일에 확인함.
2. ↑  “Virgil van Dijk: Liverpool to sign Southampton defender for world record £75m”. 《BBC 스포츠》 (영어). 2017년 12월 27일. 2023년 8월 1일에 확인함.
3. ↑  Young, Alex (2019년 9월 23일). “The Best Fifa Football Awards 2019 winners in full: Lionel Messi and Megan Rapinoe win top prizes”. 《이브닝 스탠더드》 (영어). 2023년 8월 1일에 확인함.
4. ↑  “Virgil van Dijk wins UEFA Men's Player of the Year award”. 《UEFA 챔피언스리그》 (영어). 2019년 8월 29일. 2023년 8월 1일에 확인함.
5. ↑  Karell, Daniel (2018년 3월 22일). “Van Dijk named new Netherlands captain”. 《NBC 스포츠》 (영어). 2023년 8월 1일에 확인함.
6. 1 2  Mennega, Jan (2017년 12월 28일). “Virgil van Dijk in 2011: FC Barcelona is het uiteindelijke doel”. 《Dagblad Noorden》 (네덜란드어). 2023년 9월 18일에 확인함.
7. ↑  Coleman, Joe (2019년 3월 19일). “BAD BLOOD Virgil van Dijk: The personal heartache driving Liverpool’s £75million man to Premier League title”. 《Talksport》 (영어). 2023년 9월 18일에 확인함.
8. ↑  Hughes, Simon; Pearce, James (2020년 7월 22일). “Liverpool’s title winners – by the coaches who discovered them”. 《The Athletic》 (영어). 2023년 9월 18일에 확인함.
9. ↑  Wallace, Sam (2019년 4월 25일). “The making of Virgil van Dijk: How Holland allowed the 'tall dude' from Breda to slip through the net”. 《데일리 텔레그래프》 (영어). 2023년 9월 18일에 확인함.
10. ↑  Mamanov, Dior (2019년 4월 24일). “2 people who influenced Virgil van Dijk”. 《Tribuna》 (영어). 2023년 9월 18일에 확인함.
11. ↑  Murray, Andrew (2019년 4월 29일). “Virgil van Dijk exclusive: “I’m not going to lie, I was pretty scared – I could have died””. 《포포투》 (영어). 2023년 9월 19일에 확인함.
12. ↑  나이키 (2019년 12월 1일). “Virgil van Dijk | Birthplace of Dreams | Nike”. 《유튜브》 (영어). 2023년 9월 19일에 확인함.
13. ↑  Renard, Arthur (2019년 3월 1일). “The making of Virgil van Dijk: how Liverpool's rock became the world's best defender”. 《포포투》 (영어). 2023년 9월 19일에 확인함.
14. 1 2 3  “Virgil van Dijk wants to be 'a legend of Liverpool' - in-depth wide-ranging BBC interview”. 《BBC 스포츠》 (영어). 2019년 2월 21일. 2023년 9월 19일에 확인함.
15. 1 2 3 4  Kuper, Simon (2019년 4월 13일). “Virgil van Dijk is the best player in the Premier League: how the Dutch defender became Liverpool's leader”. 《ESPN》 (영어). 2023년 9월 19일에 확인함.
16. ↑  “Virgil van Dijk: From working as a dish washer to the Champions League”. 《9sportpro》 (영어). 2018년 5월 25일. 2023년 9월 19일에 확인함.[깨진 링크(과거 내용 찾기)]
17. ↑  Wallace, Sam (2019년 4월 26일). “The making of Virgil van Dijk: From washing dishes for €4-an-hour to most expensive defender in world”. 《아이리시 인디펜던트》 (영어). 2023년 9월 19일에 확인함.
18. ↑  “ADO Den Haag VS. Groningen 2–4”. 《Soccerway》. Perform group. 2018년 1월 7일에 확인함.
19. ↑  “Wedstrijd: FC Groningen – Feyenoord”. 《FCUpdate.nl》. 2019년 4월 6일에 원본 문서에서 보존된 문서. 2019년 4월 6일에 확인함.
20. ↑  https://www.skysports.com/football/aberdeen-vs-celtic/teams/289334
21. ↑  https://www.skysports.com/football/celtic-vs-inverness/teams/289340
22. ↑  Conaghan, Martin (2013년 11월 9일). “Ross County 1–4 Celtic”. BBC Sport. 2018년 1월 7일에 확인함.
23. ↑  Campbell, Andy (2013년 12월 26일). “St Johnstone 0–1 Celtic”. BBC Sport. 2018년 1월 7일에 확인함.
24. ↑  Moffat, Colin (2014년 11월 9일). “Aberdeen 1–2 Celtic”. BBC Sport. 2018년 1월 7일에 확인함.
25. ↑  Southwick, Andrew (2014년 11월 30일). “Heart of Midlothian 0–4 Celtic”. BBC Sport. 2018년 1월 7일에 확인함.
26. ↑  Wilson, Richard (2014년 12월 4일). “Celtic 1–0 Partick Thistle”. BBC Sport. 2018년 1월 7일에 확인함.
27. ↑  Moffat, Colin (2015년 1월 21일). “Celtic 4–0 Motherwell”. BBC Sport. 2018년 1월 7일에 확인함.
28. ↑  Murray, Keir (2015년 3월 8일). “Dundee United 1–1 Celtic”. BBC Sport. 2018년 1월 7일에 확인함.
29. ↑  “Celtic 4–0 Dundee United”. BBC Sport. 2015년 3월 18일. 2018년 1월 7일에 확인함.
30. ↑  Lindsay, Clive (2015년 4월 19일). “Inverness Caledonian Thistle 3–2 Celtic”. BBC Sport. 2018년 1월 7일에 확인함.
31. ↑  Southwick, Andrew (2015년 4월 22일). “Celtic 1–2 Dundee”. BBC Sport. 2018년 1월 7일에 확인함.
32. ↑  “Saints complete deadline-day deal for van Dijk”. Southampton F.C. 2015년 9월 1일. 2019년 5월 1일에 원본 문서에서 보존된 문서. 2018년 1월 7일에 확인함.
33. ↑  “Virgil van Dijk: Southampton sign Celtic defender for £13m”. BBC Sport. 2015년 9월 1일. 2018년 1월 7일에 확인함.
34. ↑  Chowdhury, Saj (2015년 8월 26일). “Southampton 3–1 Swansea City”. BBC Sport. 2018년 1월 7일에 확인함.
35. ↑  정지훈 (2017년 10월 4일). “반 다이크, “리버풀 이적? 가능성 지켜봐야 한다””. 《인터풋볼》.[깨진 링크(과거 내용 찾기)]
36. ↑  Reddy, Luke (2017년 9월 16일). “Crystal Palace 1–0 Southampton”. BBC Sport. 2017년 9월 25일에 확인함.
37. ↑  McNulty, Phil (2017년 12월 13일). “Southampton 1–4 Leicester City”. BBC Sport. 2018년 1월 7일에 확인함.
38. ↑  McNulty, Phil (2018년 1월 5일). “Liverpool 2–1 Everton”. BBC Sport. 2018년 1월 7일에 확인함.
39. ↑  “UEFA Champions League – Real Madrid-Liverpool”. UEFA. 2018년 7월 6일에 확인함.
40. ↑  “Crystal Palace 0–2 Liverpool: James Milner and Sadio Mane score as Reds move to six points”. BBC Sport. 2018년 8월 20일. 2018년 9월 22일에 확인함.
41. ↑  “Crystal Palace 0–2 Liverpool: James Milner and Sadio Mane see off 10-man Eagles”. Sky Sports. 2018년 9월 22일에 확인함.
42. ↑  “Virgil van Dijk named Standard Chartered Player of the Month”. Liverpool F.C. 2018년 9월 22일에 확인함.
43. ↑  “Van Dijk gets 'assist' despite ball hitting crossbar TWICE”. ESPN. 2018년 12월 3일. 2018년 12월 21일에 확인함.
44. ↑  Matchett, Karl. “Liverpool scoop double Manager and Player of the Month awards for December”. 《thisisanfield.com》. Soccer Publishing Limited. 2019년 1월 20일에 확인함.
45. ↑  “Liverpool 5-0 Watford”. 《SkySports》. 2019년 2월 28일에 확인함.
46. ↑  유현태 (2019년 4월 20일). “PFA 올해의 선수 6인 후보 발표, 손흥민은 제외”. 《SPOTV NEWS》.
47. ↑  이성필 (2019년 4월 29일). “판 데이크, PFA 올해의 선수상…스털링 영플레이어상 수상”. 《SPOTV NEWS》.
48. ↑  “Liverpool beat Tottenham to win sixth European Cup”. 《UEFA.com》 (Union of European Football Associations). 2019년 6월 1일. 2019년 6월 1일에 확인함.
49. ↑  Carroll, James (2023년 8월 1일). “Virgil van Dijk named new Liverpool captain, Trent Alexander-Arnold vice-captain”. 《리버풀 FC》 (영어). 2023년 8월 1일에 확인함.
50. ↑  Karell, Daniel (2018년 3월 22일). “Van Dijk named new Netherlands captain”. 《soccer.nbcsports.com》 (NBC Sports). 2018년 3월 22일에 확인함.
51. ↑  McNulty, Phil (2018년 3월 23일). “Netherlands 0–1 England”. BBC Sport. 2018년 3월 24일에 확인함.
52. ↑  “Netherlands 3–0 Germany: Liverpool's Virgil van Dijk and Georginio Wijnaldum score for hosts”. BBC Sport. 2018년 10월 13일. 2018년 10월 13일에 확인함.
53. ↑  Chris (2019년 3월 18일). “Here Is Why Virgil van Dijk Only Uses His First Name On Kit”. 《Footy Headlines》 (영어). 2023년 8월 1일에 확인함.
54. ↑  “You voted: Virgil van Dijk, Dutch International of 2018”. 《Dutchsoccersite.org》 (영어). 2018년 12월 6일. 2023년 8월 1일에 확인함.
55. ↑  “Liverpool's Van Dijk will be a major obstacle for Manchester City”. 《m.allfootballapp.com》 (영어). 2023년 8월 1일에 확인함.
56. ↑  Culliford, Graeme (2018년 1월 13일). “KOP ACE'S SECRET FEUD - Liverpool’s £75m sensation Virgil van Dijk’s family at war over bitter 14-year feud”. 《더 선》 (영어). 2023년 8월 1일에 확인함.
57. ↑  McRae, Donald (2019년 5월 27일). “Virgil van Dijk: ‘I’m never nervous any more’”. 《아이리시 타임스》 (영어). 2023년 8월 1일에 확인함.
58. ↑  Pithers, Ellie; Russell, Scarlett (2021년 3월 21일). “From Raheem Sterling to Virgil van Dijk, nine footballers on fashion, family and positive change”. 《타임스》 (영어). 2023년 8월 1일에 확인함.
59. ↑  Itolondo, Sospeter (2022년 5월 23일). “Liverpool players' wives and girlfriends 2023: who is the hottest?”. 《Sports Brief》 (영어). 2023년 8월 1일에 확인함.
60. ↑  Gannon, Michael (2014년 9월 3일). “Celtic were always my first choice.. I never said I didn't want to come here, insists new Bhoy Stefan Scepovic”. 《Daily Record》 (영어). 2023년 8월 1일에 확인함.
61. ↑  “Virgil van Dijk is eligible to play for this Asia country!”. 《Asiaunitedfc.com》. 2019년 6월 13일. 2019년 11월 6일에 원본 문서에서 보존된 문서. 2023년 8월 1일에 확인함.
62. ↑  Kovacs, Andrew. “IS VAN DIJK HALF CHINESE?”. 《Metroleague.org》 (영어). 2023년 8월 1일에 확인함.
63. ↑  Freaky-Freaky. “Meet Vigil Van Dijk's Mother, Hellen Fo Sieeuw. She Is From A Chinese Descent”. 《Opera News》 (영어). 2023년 8월 1일에 원본 문서에서 보존된 문서. 2023년 8월 1일에 확인함.
64. 1 2 3  “V. Van Dijk: Summary”. 《Soccerway》. Perform Group. 2018년 12월 21일에 확인함.
65. ↑  “Games played by 버질 판 데이크 in 2013/2014”. 《Soccerbase》. Centurycomm. 2016년 9월 29일에 확인함.
66. ↑  “Games played by 버질 판 데이크 in 2014/2015”. 《Soccerbase》. Centurycomm. 2016년 9월 29일에 확인함.
67. 1 2  “Games played by 버질 판 데이크 in 2015/2016”. 《Soccerbase》. Centurycomm. 2018년 1월 7일에 확인함.
68. ↑  “Games played by 버질 판 데이크 in 2016/2017”. 《Soccerbase》. Centurycomm. 2018년 1월 7일에 확인함.
69. 1 2  “Games played by 버질 판 데이크 in 2017/2018”. 《Soccerbase》. Centurycomm. 2018년 8월 12일에 확인함.
70. ↑  “Games played by 버질 판 데이크 in 2018/2019”. 《Soccerbase》. Centurycomm. 2019년 4월 18일에 확인함.
71. ↑  “Virgil van Dijk”. Eurosport. 2018년 1월 7일에 확인함.